# Научная библиотека Белорусского национального технического университета
Научная библиотека Белорусского национального технического университета (БНТУ) (англ. Scientific Library of the Belarusian National Technical University (BNTU), бел. Навуковая бібліятэка Беларускага нацыянальнага тэхнічнага ўніверсітэта) — ведущий информационный центр в национальной системе технического образования Республики Беларусь, известный не только в стране, но и за рубежом. Научная библиотека БНТУ первой из библиотек Республики Беларусь стала членом Международной ассоциации библиотек технических университетов. Библиотека осуществляет обеспечение оперативного доступа ко всем видам информации для интенсификации и повышения качества научного и образовательного процессов, выполняет мемориальную функцию сохранения научного потенциала крупнейшего технического университета страны, обладает уникальными коллекциями редких и ценных изданий. Научная библиотека БНТУ
одна из старейших вузовских библиотек Республики Беларусь. Расположена в трех корпусах по улице Якуба Коласа и проспекту Независимости в Минске.

## История
История началась со дня основания института, когда 10 декабря 1920 года заседанием военно-революционного комитета БССР и главного управления профессионально-технического образования наркомпроса РСФСР было решено «преобразовать Минское Политехническое училище в высшее Техническое Учебное заведение» с правом подготовки инженеров с высшим образованием. С мая 1921 года Политехникум переименовывается в Белорусский политехнический институт.
До 1941 года библиотека института располагалась в четырёхэтажном учебном корпусе по бывшей улице Пушкина, 49. Фонд библиотеки насчитывал 200 тыс. экз. изданий. 17 сотрудников библиотеки обслуживали 2300 студентов, 28 аспирантов и преподавательский состав института.
В годы Великой Отечественной войны библиотека была разрушена и разграблена. Десятки тысяч ценных учебных и научных книг были уничтожены. Часть литературы вывезена в Германию. В делах Нюрнбергского процесса имеется доклад немецкого ефрейтора Абеля «О библиотеках Минска», в котором сообщается, что «библиотека политехнического института свалена в подвальном этаже левого флигеля, разгромлена и приведена в беспорядок, как и большинство лабораторий института». (Нюрнбергский процесс. Сборник материалов. Т. IV, стр. 89-90).
С 1920 по 1941 гг. заведующими библиотеки в разное время были В. Горбунов, М. Дубовик, М. Кузнецова, Ф. Песина.
Послевоенное возрождение библиотеки началось с 25 тысяч экз., обнаруженных среди литературы различных библиотек, сваленной в подвалах Дома профсоюзов. В 1945 году библиотека получила около 10 тысяч томов своей литературы, вывезенной во время войны в Германию. Заново инвентаризировался фонд, создавались каталоги. В штате библиотеки числилось 7 человек: библиограф, 4 библиотекаря, библиотечный техник и зав. библиотекой.
Февраль 1947 года вписан в историю библиотеки чёрной страницей: пожар уничтожил почти весь книжный фонд библиотеки, собранный с таким трудом. Уцелело лишь около 4 тыс. книг, находившихся в это время в читальном зале и на абонементах читателей. Сушили по страницам каждую спасённую книгу, но восстановить фонд без помощи других библиотек было невозможно.
В соответствии с распоряжением Министерства высшего образования СССР, рядом учебных заведений и другими организациями было выделено, в порядке помощи, значительное количество учебников и учебных пособий для восстановления библиотеки. Довоенный уровень фонд библиотеки превысил только к 1953 году.
Трудности послевоенного становления вместе со своим немногочисленным коллективом (18 человек в 1951 г.) переживали руководители библиотеки: Вера Михайловна Пепик, Яков Моисеевич Вильнер, Фаина Ильинична Рабинович, Нина Ивановна Прокофьева, Галина Викентьевна Боронецкая, Евдокия Петровна Воробьева.
В 1989 году собранием трудового коллектива директором библиотеки была избрана Янина Феликсовна Матвеева, которая возглавляла Научную библиотеку БНТУ до апреля 2009 г.
Коллектив неоднократно награждался Дипломами и Почетными Грамотами по результатам смотров-конкурсов и за высокие показатели в работе. Многие сотрудники удостоены звания Ветеранов труда, награждены медалями, знаками, Почетными Грамотами.
28 января 2000 г. Совет Белорусской государственной политехнической академии приняло решение переименовать библиотеку БГПА в Научную библиотеку БГПА.
1 апреля 2002 года подписан Указ Президента Республики Беларусь № 165 «О преобразовании Белорусской государственной политехнической академии в Белорусский национальный технический университет».

## Современное состояние

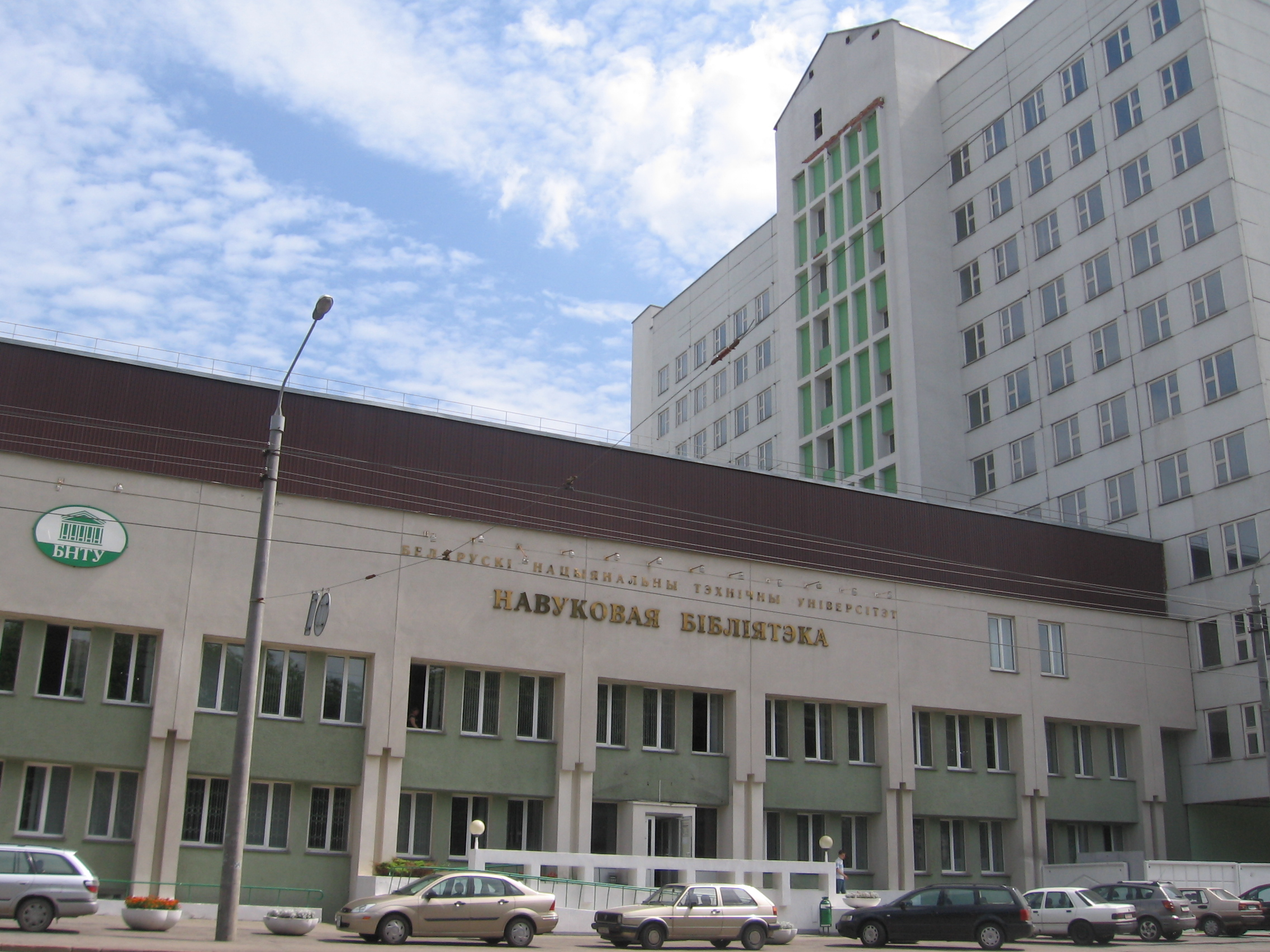
Научная библиотека БНТУ.
Корпус по ул. Якуба Коласа, 16

Сегодня Научная библиотека — крупнейшая вузовская библиотека Республики Беларусь технического профиля, с универсальным фондом по технике, архитектуре, искусству, естественным и другим наукам (с 1831 года). Библиотека осуществляет информационное обеспечение учебного процесса и научных исследований. Фонд насчитывает свыше 2 млн экземпляров. Количество читателей — более 30 тыс.
В систему обслуживания Научной библиотеки БНТУ входит 9 абонементов, 16 читальных залов, Зал электронных ресурсов, 40 кафедральных библиотек. Функционирует служба электронной доставки документов и виртуальная справочная служба, межбиблиотечный абонемент. Для удобства студентов открыты читальные залы в общежитиях и удаленных корпусах.
Синтез традиционных форм обслуживания и современных технологий гарантирует полное информационно-библиотечное обеспечение учебной и научной деятельности.
Справочно-поисковый аппарат библиотеки представлен традиционными каталогами (систематический, алфавитный), электронным каталогом, который доступен как во внутривузовской сети, так и в Интернет.
Автоматизированы все основные библиотечные процессы. С 2003 года с использованием технологии штрихового кодирования, которая охватывает все типы документов и читательские билеты, в автоматизированном режиме обслуживаются пользователи.
Библиотека активно использует современные Web 2.0 технологии: видеоканал на YouTube, подкаст-канал, применяется сервис микроблогинга Twitter. Библиотека представлена в крупнейшей русскоязычной социальной сети «vkontakte.ru».
Важным этапом стало создание Электронной библиотеки БНТУ, включающей в себя:
- Электронный каталог библиотеки
- Репозиторий БНТУ
- Электронные ресурсы, полученные на CD, DVD-ROM
- Мультимедийные обучающие программы
- Полнотекстовые электронные издания (около 5000 документов)
- Интернет-ресурсы
- Приобретенные электронные базы данных с онлайн-доступом.

Пользуется особой популярностью Зал электронных ресурсов, где обеспечен доступ к ведущим научным мировым и национальным электронным информационным ресурсам виртуального читального зала Национальной библиотеки Беларуси, ЭБД РГБ, Emerald, Ebsco, Интегрум и другим. Пользователи имеют возможность получать информацию из Электронной библиотеки БНТУ, баз данных собственной генерации Научной библиотеки БНТУ, работать с электронным изданиям на CD-ROM и DVD-ROM и во всемирной компьютерной сети Интернет.
С августа 2009 г. в Научной библиотеке внедрена технология высокоскоростного беспроводного доступа к сети Интернет (Wi-Fi — Wireless Fidelity). Одновременно в читальных залах библиотеки могут работать до 700 читателей.
Приоритетные направления деятельности на современном этапе: 
- создание и поддержка ресурсов открытого доступа: институционального репозитория и системы сайтов научных журналов БНТУ;
- информационно-аналитическая деятельность, связанная с мониторингом и поддержкой публикационной активности исследователей БНТУ (библиометрические исследования; внедрение информационных продуктов и услуг, предоставляемых в результате проведения информационных исследований: определение библиометрических показателей ученых, разработка карты исследователя, анализ и уточнение авторского идентификатора в базах данных научного цитирования, подбор журналов для публикации статьи, консультирование авторов по вопросам регистрации в международных системах идентификации ученых и др.);
- формирование информационной культуры пользователей (курс для преподавателей, аспирантов, магистрантов «Стратегии и технологии академического письма»; курс для студентов «Основы информационной культуры»; групповые занятия по формированию у студентов навыков работы с электронными ресурсами в рамках учебного процесса; консультирование по поиску информации; тематические обзоры литературы; тренинги с привлечением специалистов ведущих научных мировых издательств);
- продвижение научно-образовательных ресурсов БНТУ в мировое информационное пространство (через создание ресурсов открытого доступа; посредством включения журналов БНТУ в мировые каталоги; размещение научных журналов БНТУ в международных базах данных EBSCO, РИНЦ и др.; приведение пристатейных списков в журналах к требованиям стандарта Репозиторий БНТУ APA; продвижение БНТУ в международных рейтингах университетов; популяризация достижений ученых БНТУ в социальных медиа);
- популяризация исторического, образовательного и культурного наследия БНТУ (создание и поддержка базы данных «Политех в прессе»; экскурсии по библиотеке в рамках участия в мероприятии «Фэст экскурсоводов»; реклама в Интернете; создание при библиотеке университетского книжного магазина);
- культурно-просветительская и воспитательная работа;
- международное сотрудничество.

Научная библиотека БНТУ активно сотрудничает с библиотеками и информационными центрами. Среди партнеров — Национальная библиотека Беларуси, Республиканская научно-техническая библиотека Беларуси, библиотеки России, Украины, США, Польши, Болгарии, Литвы, Чехии, Германии, Румынии, Венгрии.
Научная библиотека БНТУ принимает участие в международных проектах Erasmus+ и АРБИКОН.
В 2015 году в Научной библиотеке открылся читальный зал единственного в мире Института Конфуция по науке и технике, который готовит специалистов со знанием технической лексики китайского языка для работы в Белорусско-Китайском индустриальном парке «Великий камень».
В апреле 2015 года за разработку «ProBNTU — система продвижения университета в мировое информационное пространство» в номинации «Лучший инновационный проект в области информационных технологий, образовательных технологий, программ ЭВМ, баз знаний, баз данных» Научная библиотека БНТУ получила награду Петербургской технической ярмарки — Диплом II степени (с вручением серебряной медали).
«ProBNTU» — это комплексная модель продвижения университета в мировое информационное пространство. Компонентами системы являются институциональный репозиторий, платформа «Журналы БНТУ» и база данных «Политех в прессе». Все компоненты реализованы на основе свободного программного обеспечения.
Одним из важнейших направлений деятельности Научной библиотеки является культурно-просветительская и воспитательная работа. Наряду с традиционными формами этой работы — организацией тематических выставок, просмотров литературы, встреч с писателями и проч., успешно внедряются новые. Среди них: 
- социокультурные инициативы для молодежи в поддержку чтения (выставка-акция литературных hand-maid-героев «Улыбчивые чуда» по мотивам современных книг; участие в международных движениях «Bookcrossing» и «LittleFreeLibrary»; клуб литературных настольных игр «451»; соревнование по городскому ориентированию «Читай-город»; «Библионочь в НБ БНТУ» и др.);
- популяризация научно-технического творчества среди молодежи (Международная выставка-конкурс стендовых моделей совместно с компанией Wargaming);
- реализация социальных инициатив посредством развития волонтерского движения среди молодежи БНТУ (проект для слабовидящих и незрячих детей «Тактильные книги»).

С 2009 г. по 14.07.2017 г. библиотекой руководил Скалабан Алексей Витальевич. 07.08.2017 г. на должность директора Научной библиотеки БНТУ назначена Юрик Инна Викторовна.